# National Soccer Stadium
Het National Soccer Stadium is een voetbalstadion in Apia, Samoa. De wedstrijden van het nationale elftal van Samoa worden hier gespeeld. Er kunnen 3.500 mensen in.
Zie ook Samoaans voetbalelftal (mannen).